# 弗莱明斯堡 (肯塔基州)
弗莱明斯堡（英語：Flemingsburg），是美国肯塔基州的一座城市。建立于1797年，面积约为5.2平方公里（2平方英里）。根据2010年美国人口普查，该市的人口为2,658人。